# Spiranthes lacera
Spiranthes lacera là một loài thực vật có hoa trong họ Lan. Loài này được (Raf.) Raf. miêu tả khoa học đầu tiên năm 1833.

## Hình ảnh

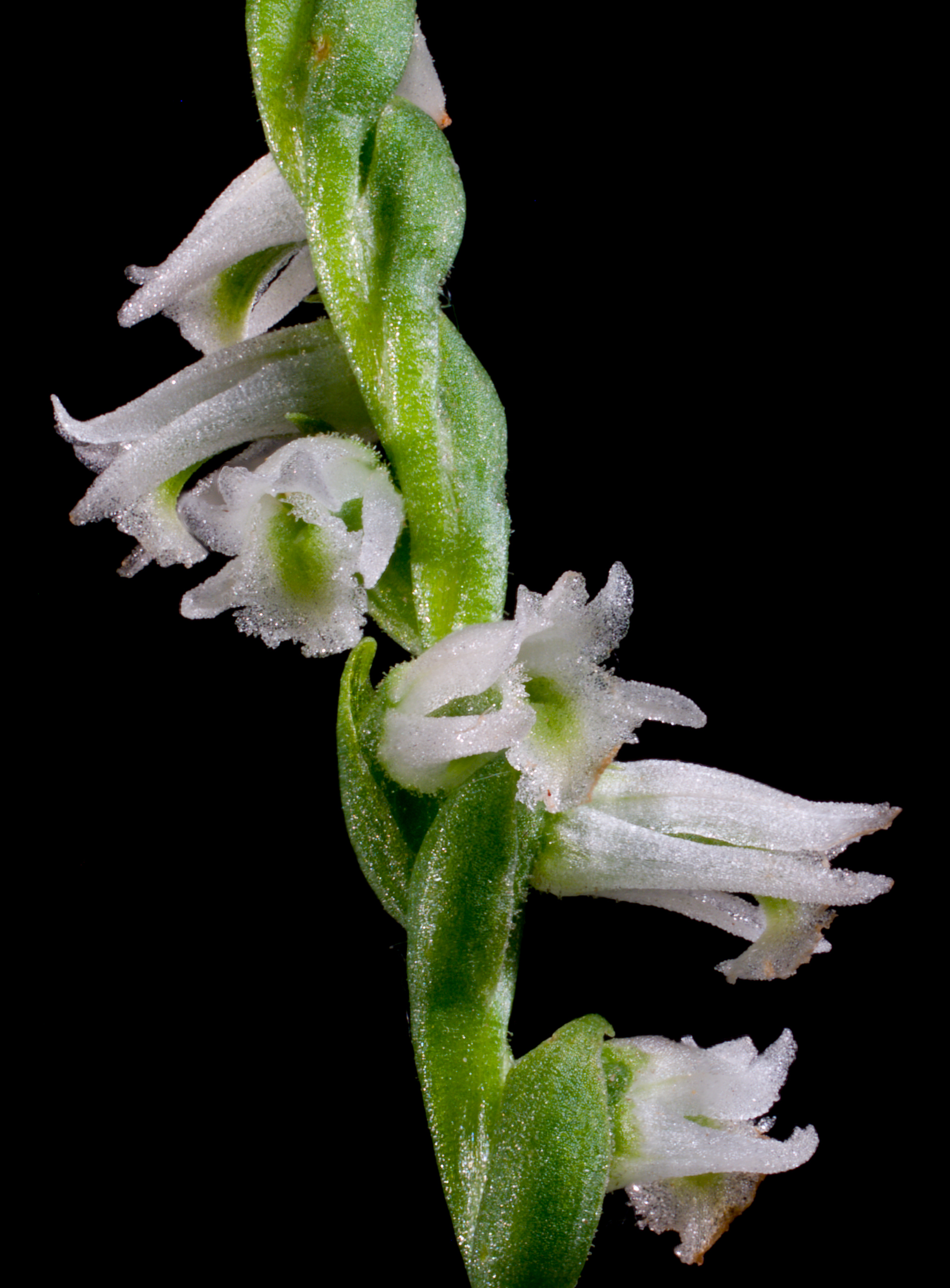
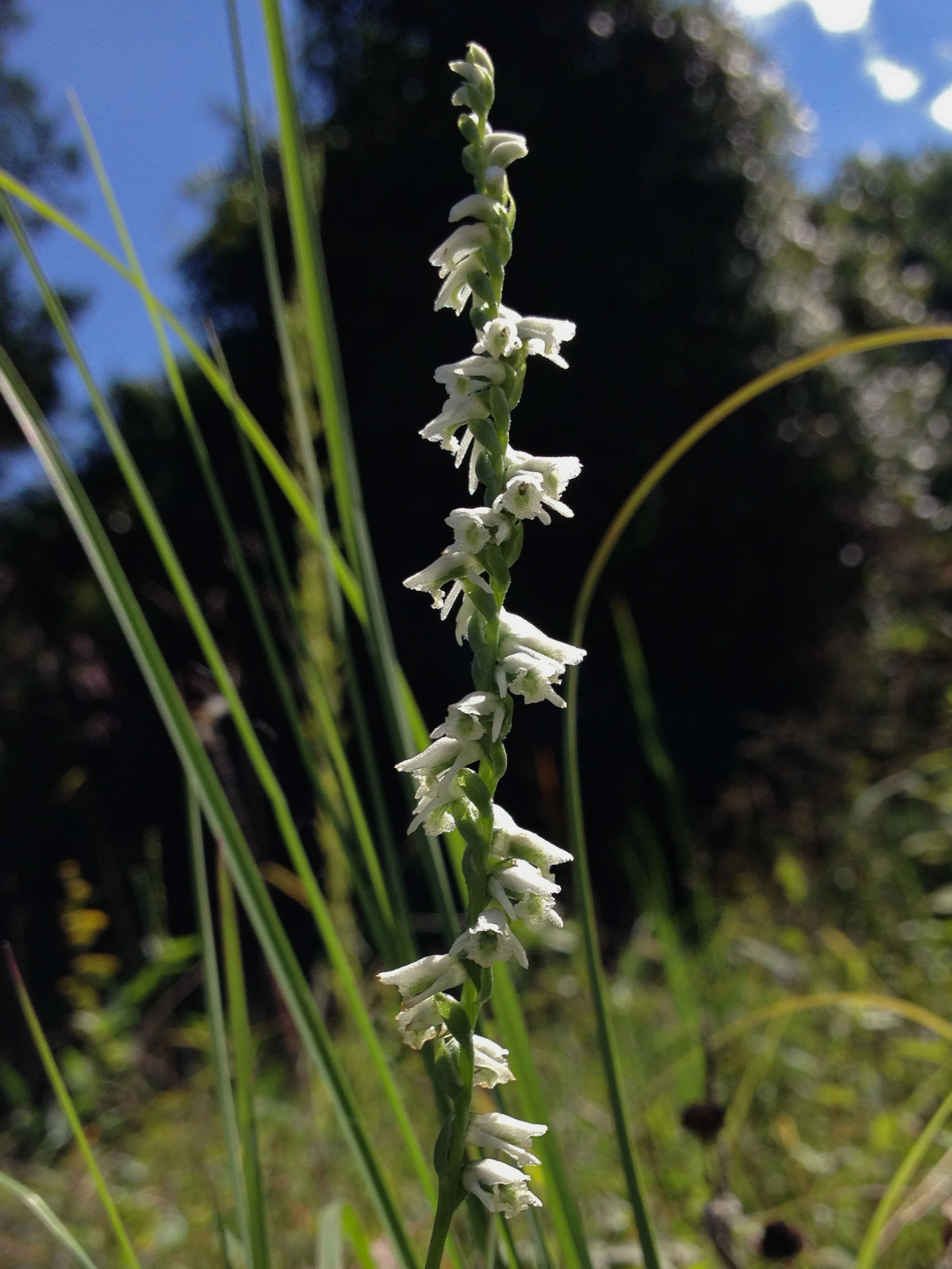
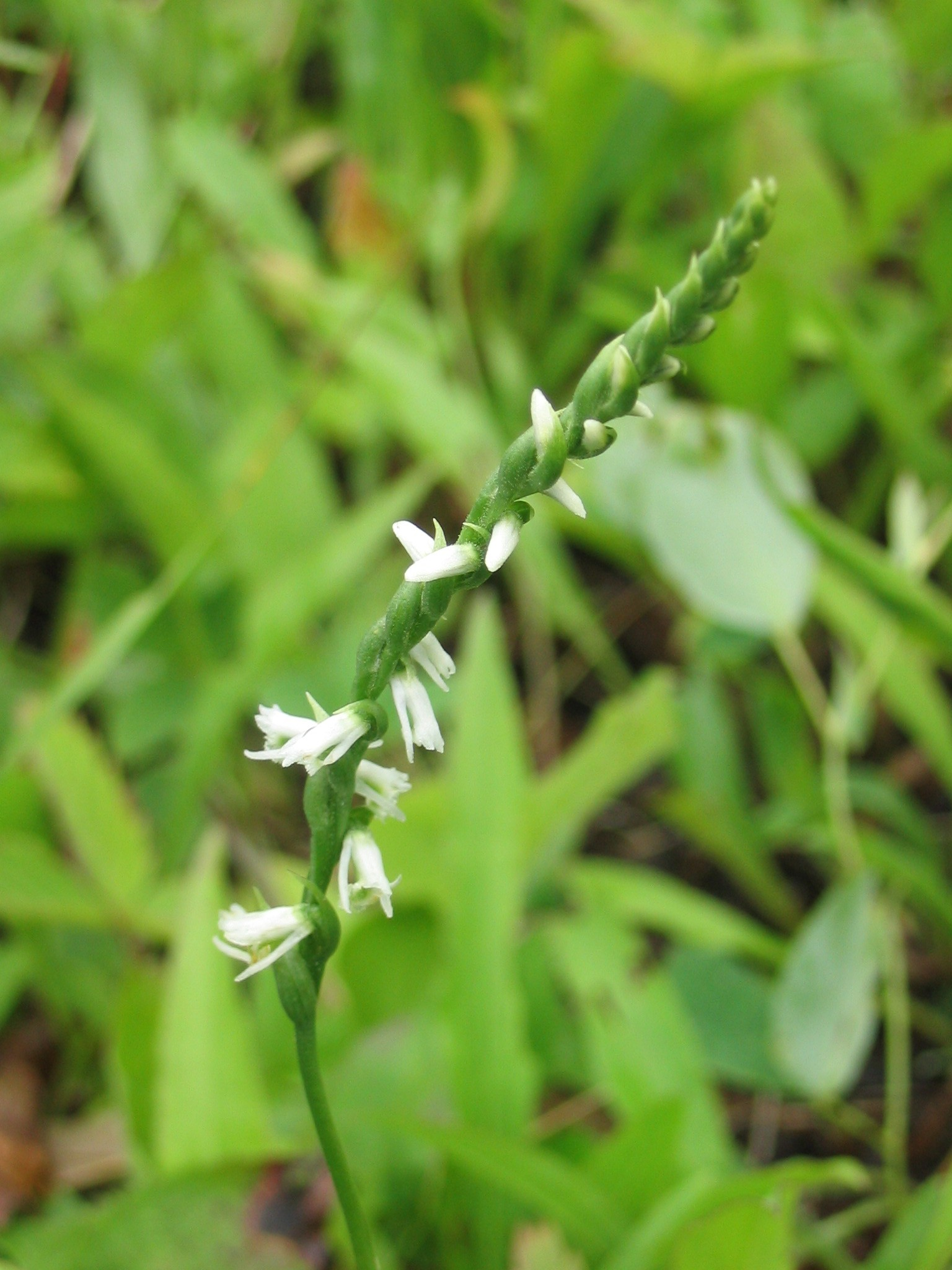
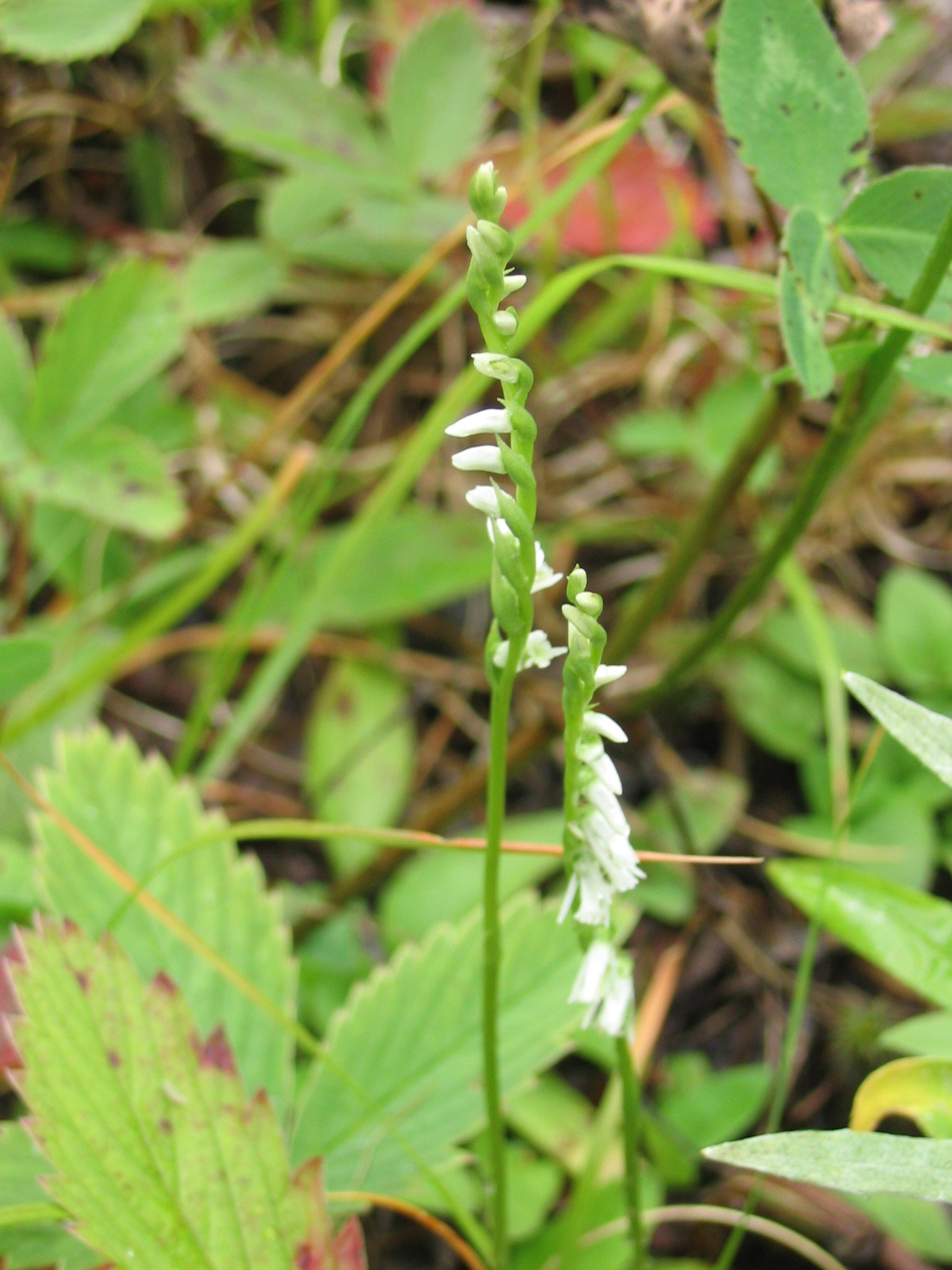